# Соня Вігерт
Соня Вігерт (норв. Sonja Wigert; 1913—1980) — норвезько-шведська акторка. Під час німецької окупації Норвегії у період Другої світової війни працювала на шведську розвідку.

## Біографія
Соня була сестрою Кнута Вігерта та дружиною капітана Нільса Вігго Халфдана де Меца. Вперше вона вийшла на сцену Норвезького Театру у 1934 році. До від'їзду у Швецію у 1939 році вона зіграла кілька ролей в норвезьких кінофільмах. Особливу популярність в Норвегії їй принесла роль у фільмі Танкреда Ібсена «Фант» (Fant) 1939 року. А в Швеції стала відомою у 1942 році завдяки фільму Андерса Генріксона «Справа Інгегерд Бремссен» (Fallet Ingegerd Bremssen). У Швеції Соня Вігерт знялася в 22 кінокартинах.
У роки війни з 1941 року Соня активно співпрацювала з норвезьким Рухом Опору. У 1942 році вона стала агентом шведської розвідки і працювала під псевдонімом Білл («Bill»). У серпні цього ж року її спрямовали на батьківщину з метою встановлення зв'язків у середовищі вищого німецького командування для збору інформації. Їй вдалося досить швидко втертися у довіру до Йозефа Тербовена, рейхскомісара Норвегії. Вона передавала йому відомості, отримані зі Швеції, але у дійсності грала роль подвійного агента на користь шведської розвідки. Тербовен був захоплений красивою актрисою, активно залицявся до неї і багато про що з нею розмовляв. Це дозволило зібрати важливу для шведів інформацію і розкрити секретні плани Німеччини щодо Швеції, які проводилися німецькою розвідкою через офіцера гестапо в Швеції Августа Фінке і головного агента Німеччини в Швеції барона фон Госслера.
У 1942 році Соня Вігерт вступила в контакт з американською розвідкою, яку представляла американська дипмісія у Стокгольмі. З 1944 року вона вже працювала на американську розвідку Управління стратегічних служб, яка після війни перетворена у ЦРУ.
У 1943 році за завданням шведської розвідки Соня для збору відомостей про військові сили Німеччини в Норвегії завербувала Афгільда Гофдана. Восени 1943 року німецька контррозвідка мала достатньо інформації про діяльність Соні Вігерт, щоб запідозрити її в антифашистських настроях, на підставі чого їй був перекритий доступ до важливих джерел інформації. Ефективність роботи агента Білла була таким чином зведена до нуля. Одночасно з цим німці стали поширювати неправдиві відомості про саму Вігерт. Дезінформація німецькою контррозвідкою була закинута через шведську пресу. В результаті цих акцій спершу шведська, а потім і норвезька громадськість стали з підозрою ставитися до Вігерт, а пізніше зовсім відвернулася від норвезької акторки, яку вважали прихильницею німецьких окупантів. Після війни багато і в Швеції і в Норвегії, хто добре знав Соню Вігерт, неодноразово намагалися переконати громадськість в тому, що німці її очорнили через її вклад у боротьбу проти загарбників Норвегії, намагалися її реабілітувати, але безрезультатно.
У 1945 році в одному зі своїх інтерв'ю Соня розповіла, що працювала проти німців, але, отримавши «чорну мітку» зрадника Норвегії, не так легко було від неї позбутися. Деталі її секретної роботи залишалися закритими для громадськості до тих пір, поки шведська розвідка Säpos не відчинила свої архіви, а це сталося через 25 років після смерті Соні Вігерт. Соня так і не повернулася до Норвегії.

## Фільмографія
- 1963 — Тестовий фільм "Принц Гатт під землею \\ Prins Hatt under jorden
- 1960 -Корпоративна поїздка \\ Selskapsreisen …. Моніка
- 1958 — Позич мені свою дружину \\ Lån meg din kone …. Верноніка Флінт
- 1955 — Танцювальний салон \\ Danssalongen …. Риа
- 1954 — Іноземна інтрига — дружина Бульфігтера \\ Foreign Intrigue — Bullfighter's Woman … Ельза (1 епізод, телесеріал)
- 1953 — Туманна ніч \\ Tåkenatten …. Джиммі Гедстрем, жіноча смерть
- 1951 — Безглуздий будинок \\ Dårskapens hus …. Інга
- 1951 — Все це - і Ісландія теж \\ Alt dette — og Island også … Ніна Лінд, співачка
- 1949 — Ми летимо у Ріо \\ Vi flyr på Rio …. Іріне Груве
- 1948 — Секретна квартира \\ Den hemmelighetsfulle leiligheten …. Дора Деніелсен
- 1947 — Одна ластівка не принесе літо \\ En flue gjør ingen sommer … Крістіна Ловен
- 1946 — Лист померлих \\ Brevet fra avdøde … Герд Лоренцен
- 1946 — Невелика роль може також бути прирученою \\ Småtroll kan også temmes … Гаррієт Розенберг
- 1946 — Друзі по середах \\ Onsdagsvenninnen …. Карін Ларссон
- 1945 — Кров і вогонь \\ Blod och eld …. Ліллі
- 1945 — Дівчата у гавані \\ Flickor i hamn …. Астрід Гольст
- 1944 — … і всі ці жінки \\ … och alla dessa kvinnor …. Маргіт
- 1944 — Рахуйте лише щасливі моменти \\ Räkna de lyckliga stunderna blott … Аннемарі Вікстрем
- 1944 — Мої люди не твої \\ Mitt folk er ikke ditt … Ельзе Гілл
- 1943 — Сучасна молодь \\ Moderne ungdom … Маріанна
- 1943 — Зміна потяга \\ Ombytte av tog …. Інга
- 1942 — Справа Інгегерд Бремсен \\ Fallet Ingegerd Bremssen … Інгегерд Бремсен
- 1942 — Молодь у роботі \\ Ungdom i drift …. Карін Борг
- 1941 — Молода леді на гастролях \\ Ung dame med tur …. Ева Бергфелт
- 1941 — Любов і дружба \\ Kjærlighet og vennskap …. Єва Єсперсен
- 1940 — Романтика \\ Romans … Брітта Бергман
- 1940 — Її мелодія \\ Hennes melodi …. Соня Ларсен
- 1940 — Інгеборг Лін \\ Ingeborg Lien …. Інгеборг Лін
- 1939 — Її Маленька Величність \\ Hennes lille majestet …. Маріанна
- 1939 — Сьогодні починається життя \\ I dag börjar livet …. Вере Гольм
- 1938 — Елі Сюрсдоттер \\ Eli Sjursdotter …. Елі Сюрсдоттер
- 1937 — Фант \\ Fant …. Джозефа
- 1937 — Добрі люди \\ Bra mennesker …. Меггі
- 1934 — Навколо Рондана \\ Sangen om Rondane …. Астрід